# Antoni Podeszwa
Antoni Podeszwa (ur. w 1954 roku w Wodzisławiu Śląskim) – polski artysta fotograf, uhonorowany tytułem Artiste FIAP (AFIAP). Członek Jastrzębskiego Klubu Fotograficznego „Niezależni”.

## Życiorys
Antoni Podeszwa obecnie mieszka i pracuje w Düren (Niemcy). Fotografuje od 1968 roku. W 1976 roku został przyjęty do Jastrzębskiego Klubu Fotograficznego „Niezależni”. Szczególne miejsce w twórczości Antoniego Podeszwy zajmuje fotografia dziecięca, fotografia ludzi, fotografia krajobrazowa, fotografia natury. Zdecydowaną większość swoich prac wykonuje w specjalnych, szlachetnych technikach fotograficznych, takich jak: grafika, izohelia, solaryzacja.
Antoni Podeszwa jest autorem i współautorem wielu wystaw fotograficznych; krajowych i międzynarodowych; indywidualnych, zbiorowych, poplenerowych, pokonkursowych. Brał aktywny udział w Międzynarodowych Salonach Fotograficznych, organizowanych m.in. pod patronatem FIAP, zdobywając wiele akceptacji, medali, nagród, wyróżnień, dyplomów, listów gratulacyjnych. Jego prace były prezentowane (m.in.) w takich krajach jak Anglia, Austria, Bułgaria, Chiny, Estonia, Francja, Hongkong, Indie, Niemcy, Polska, Singapur.
Pokłosiem udziału w Międzynarodowych Salonach Fotograficznych (pod patronatem FIAP) było przyznanie mu (w 1997) tytułu honorowego Artiste FIAP (AFIAP) – nadanego przez Międzynarodową Federację Sztuki Fotograficznej FIAP, z siedzibą w Luksemburgu.